# Med glorian på sned
Med glorian på sned är en svensk komedifilm från 1957 i regi av Hasse Ekman. I huvudrollerna ses Sickan Carlsson, Hasse Ekman, Sture Lagerwall och Yvonne Lombard.

## Handling
Birgitta Lövgren arbetar som sekreterare hos bokförläggare Per-Axel Dahlander. Under pseudonymen "Eurydike" har hon skrivit en kärleksroman, Ärbarhetens vanmakt, som hon skickar anonymt till Dahlanders förlag. Den handlar om en sjuksköterska som alltmer har glidit ifrån sin man och som istället hyser varma känslor för sin chef, en stilig läkare. 
I själva verket handlar boken om Birgittas hemliga förälskelse i Dahlander. Boken ges ut och blir en succé, men Birgittas make Sixten blir inte det minsta förtjust när han inser vem "Eurydike" egentligen är. Sixtens älskarinna, Vera Alm, går då ut offentligt och påstår att hon skrivit romanen...
Filmen innehåller flera drömsekvenser.

## Om filmen
Filmen premiärvisades den 1 juli 1957 på biograf Spegeln i Stockholm. Den spelades in i Filmstaden Råsunda med exteriörer från bland annat Lidingöbro värdshus, Strängnäs och Ulricehamns järnvägsstation av Martin Bodin. För filmens koreografi ansvarade Björn Holmgren. Filmen har visats vid ett flertal tillfällen på SVT, bland annat i november 2018 och i april 2024.

## Rollista i urval
- Sickan Carlsson – Birgitta Lövgren, sekreterare
- Hasse Ekman – Per-Axel Dahlander, bokförläggare
- Sture Lagerwall – Sixten Lövgren, Birgittas man, violinist
- Yvonne Lombard – Vera Alm, Sixtens älskarinna
- Siv Ericks – fröken Svensson, telefonist på bokförlaget Dahlander & Son
- Olof Sandborg – doktor Petreus, Birgittas farfar
- Holger Löwenadler – Broberg, anställd på bokförlaget
- Stig Järrel – Karl Antån, poet
- Claes-Håkan Westergren – den unge liftaren
- Olof Thunberg – Liljeroth, annonschef på bokförlaget
- Hans Strååt – skeppsredare Yngve Englund, gäst på restaurang Ambassadeur
- Hariette Garellick – fru Englund
- Börje Mellvig – direktör Lundmark, restaurangchef
- Carl-Axel Elfving – Kalle, fröken Svenssons fästman
- Arthur Fischer – faktor Kronstrand

## Musik i filmen
- Eurydike, kompositör Gösta Theselius, text Hasse Ekman, sång Sickan Carlsson
- La Marseillaise (Marseljäsen), kompositör och text 1792 Claude Joseph Rouget de Lisle, svensk text 1889 Edvard Fredin, instrumental
- Serenad, kompositör Hans Åke Gäfvert, instrumental
- Winter Date, kompositör Wilfred Burns, instrumental